# Liste der Bischöfe von Connor
Die folgenden Personen waren Bischöfe von Connor (Irland):
- 506, 514 Oengus MacNessa
- 543 Lughadh
- 640 Dimma Dubh [der Schwarze]
- 725 Duchonna der Fromme
- 1038 Cunnen oder Cuinden
- 1117 Flann Ó Sculu
- 1124–1136/37 Mael Maedoc Ua Morgair [Malachias]
- 1152–1172 MaelPatraic Ó Banain
- 1172–1178 Nehemias
- 1178–1225 Reginaldus
- 1226–1241 Eustacius
- 1242–1244 Adam, O.Cist.
- 1245–1256 Isaac von Newcastle-on-Tyne
- 1258–1260 William von Portroyal, O.S.B.
- 1261–1262 William de Hay [oder la Haye]
- 1263–1274 Robert de Flanders [le Fleming oder Flandrensis]
- 1275–1292 Petrus de Dunach [Peter von Dovenach oder Donach]
- 1293–1319 Johannes I.
- um 1320 Richard
  - 1321 James de Couplith
  - 1323 John Eaglescliff, O.P. (vorher Bischof von Glasgow)
- 1323–1324 Robert Wirsop, O.E.S.A. (vorher Bischof von Ardagh)
- 1324–1351 Jacabus Ó Cethernaig (vorher Bischof von Annaghdown)
- 1353–1374 William Mercier
- 1374–1389 Paulus
- 1389–1416 Johannes II.
- 1420–1421 Seaán Ó Luachrain (nicht geweiht)
- 1423–1429 Eoghan Ó Domhnaill (danach Bischof von Derry)
- 1429–1431 Domhnall Ó Meraich (vorher Bischof von Derry)
- 1431–1450 John Fossade [Festade]
- 1459 Patricius
- 1459–1481 Simon Elvington, O.P

vereinigt mit dem Bistum Down 1441 zum Bistum Down und Connor